# 1999 RB215
1999 RB215, também escrito como 1999 RB215, é um objeto transnetuniano (TNO) que está localizado no cinturão de Kuiper, uma região do Sistema Solar. Este objeto é classificado como um twotino, pois, o mesmo está em uma ressonância orbital de 1:2 com o planeta Netuno. Ele possui uma magnitude absoluta de 9,4 e tem um diâmetro estimado com cerca de 58 km.

## Descoberta
1999 RB215 foi descoberto no dia 6 de setembro de 1999 pelos astrônomos J. X. Luu, C. A. Trujillo e D. C. Jewitt.

## Órbita
A órbita de 1999 RB215 tem uma excentricidade de 0,338 e possui um semieixo maior de 47,482 UA. O seu periélio leva o mesmo a uma distância de 30,537 UA em relação ao Sol e seu afélio a 63,550 UA.